# Igor Iwanowitsch Schuwalow

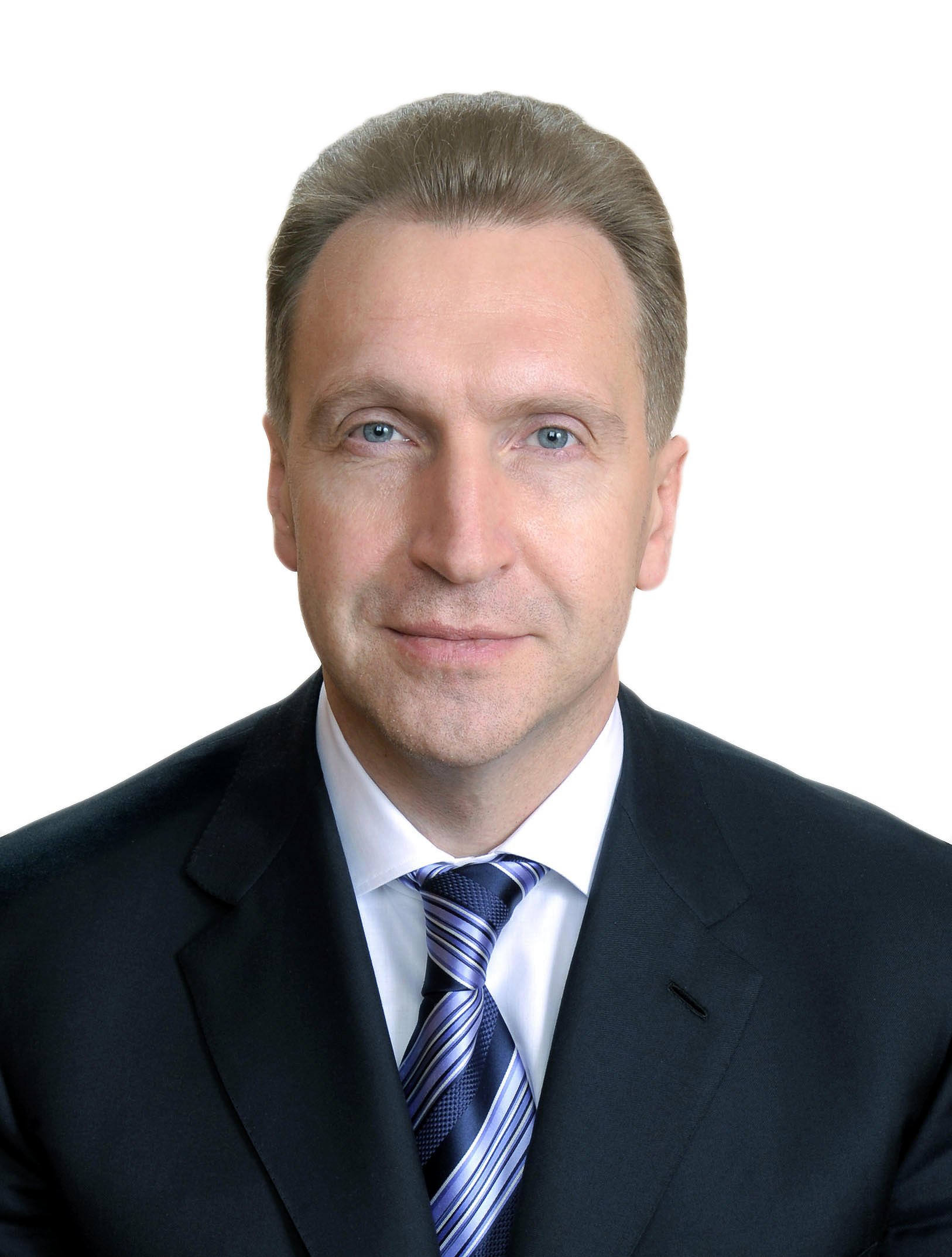
Igor Schuwalow (2012)

Igor Iwanowitsch Schuwalow (russisch Игорь Иванович Шувалов, wiss. Transliteration Igor' Ivanovič Šuvalov; * 4. Januar 1967 in Bilibino, Oblast Magadan, RSFSR) ist ein russischer Politiker. Er war u. a. stellvertretender Leiter der Präsidialverwaltung Wladimir Putins von 2003 bis 2008. Von 2008 bis 2018 war Schuwalow Erster Stellvertreter des Ministerpräsidenten in der Regierung der Russischen Föderation. Der aktuellen russischen Regierung gehört Schuwalow nicht mehr an. Im Mai 2018 wurde er von Präsident Putin zum Vorsitzenden der Wneschekonombank ernannt.

## Studium
Zunächst arbeitete Schuwalow nach seinem Schulabschluss 1984–1985 als Laborant am Forschungsinstitut „Ekos“. In den Jahren 1985–87 absolvierte er seinen Wehrdienst bei den sowjetischen Streitkräften. Kurze Zeit später nahm er ein Jura-Studium an der Moskauer Lomonossow-Universität auf, das er 1993 abschloss.

## Beruflicher Werdegang

### Jurist und Unternehmer
Nach dem Studium half ihm sein Freund Roman Anatoljewitsch Kolodkin 1993, die Stelle des Attachés in der Abteilung für Rechtsfragen des russischen Außenministeriums zu erhalten, wo Kolodkin Stellvertreter des Direktors in derselben Rechtsabteilung war. Im Ministerium war der Verdienst sehr bescheiden, in der freien Wirtschaft waren die Verdienstmöglichkeiten weitaus besser. So machte Kolodkin seinen Kollegen Schuwalow mit dem Geschäftsmann Alexander Leonidowitsch Mamut bekannt. Dank der Fürsprache Kolodkins begann Schuwalow in Mamuts Consulting-Agentur ALM Consulting in Moskau als Rechtsberater. Diesen Posten bekleidete er von 1993 bis 1995. ALM steht dabei für die Initialen des Unternehmensgründers Alexander Leonidowitsch Mamut. Zu seinem Aufgabenfeld gehörten der Verkauf von Offshore-Unternehmen und die Ausführung besonderer Aufträge, wie Bargeldtransporte. Von 1995 bis 1997 war er Direktor der Moskauer Anwaltskanzlei ALM. In dieser Zeit machte Mamut seinen Untergebenen mit dem russischen Unternehmer Oleg Wiktorowitsch Boyko, dem damals die Firma Olbi (Oleg Boyko Investment) gehörte, mit Roman Arkadjewitsch Abramowitsch, der gerade in den Erdölhandel eingestiegen war, sowie mit Alischer Burchanowitsch Usmanow, dem damaligen stellvertretenden Vorsitzenden der MAPO-Bank, bekannt. Sie alle waren damals Klienten der Anwaltskanzlei ALM. Nachdem sich Boyko von den unternehmerischen Fähigkeiten Schuwalows überzeugt hatte, bot er ihm an, sich an seinem Geschäft zu beteiligen. Sein Startkapital habe Schuwalow explizit mit Boyko verdient.
In den folgenden Jahren wurde Schuwalow zum Gründer mehrerer Unternehmen. Im Mai 1995 gründete er das Großhandelsunternehmen Stalker, im August 1995 die Immobilienfirma Fantime, im Oktober 1996 das auf Gebrauchsgüter spezialisierte Unternehmen Rando und wurde schließlich im Dezember 1996, zusammen mit seiner Arbeitskollegin aus der Anwaltskanzlei ALM Natalja Rusina, der Begründer von ORT-Konsorzium bankow (hierbei wurde das Kapital mehrerer Banken, Aktieninhaber der Gesellschaft ORT, zusammengelegt).

### Politische Laufbahn
1997 war Schuwalow bereits ein Dollar-Millionär und wollte sich auf einem anderen Gebiet profilieren. Wiederum mit Hilfe seiner Unternehmerfreunde wurde Schuwalow 1997 Abteilungsleiter des Staatsregisters des föderalen Eigentums beim Staatlichen Komitee der Russischen Föderation für die Verwaltung des Staatseigentums. Dies war eine Behörde, die die Privatisierung staatlichen Eigentums vorantrieb.
Anfang 1998 wurde er unter Wiktor Tschernomyrdin zunächst stellvertretender Minister für Staatseigentum. Er war verantwortlich für die Zusammenarbeit mit Finanzinstituten und betreute die Verwaltungstätigkeit von drei Ministerien: Wissenschaft, Kultur und Dienstleistungsbereich; Massenmedien, Kinematographie und Verlagswesen; Finanz- und Kreditunternehmen, Versicherungsunternehmen und Außenhandelsorganisationen. Schon im Mai 1998 wurde er Vorsitzender des Russländischen Fonds des föderalen Eigentums (russ. Российский фонд федерального имущества), wo er ebenfalls mit Privatisierungsaufgaben beschäftigt war. 
Mit dem Amtsantritt Michail Kassjanows als Regierungschef am 18. Mai 2000 wurde Schuwalow zum Leiter des Regierungsapparats ernannt. Kassjanow erinnert sich ungern an die gemeinsame Arbeit mit Schuwalow, weil dieser ihm von außen aufgedrängt wurde, doch gibt er an, dass Schuwalow ein strenger Chef und ihre Beziehung von rein geschäftlicher Natur war. Schuwalows Nachfolger als Leiter des Regierungsapparates wurde Konstantin Eduardowitsch Merzlikin, der Schuwalow noch während seiner Arbeit in der ALM-Kanzlei kennenlernte. Merzlikin erinnert sich an Schuwalow als „einen effektiven Leiter, einen Karrieristen im positiven Sinne“. Damals sei Schuwalow der loyale Teil eines Teams gewesen, das Reformen voranbrachte. Dies lag allerdings an der vom Enthusiasmus erfüllten Zeit, denn sowohl der Präsident als auch der Premierminister befürworteten Reformen. Einer ganz anderen Ansicht war Wladimir Stanislawowitsch Milow, stellvertretender Minister für Energie im Jahre 2002. Schuwalow sei zwar ein kluger, in Wirtschafts- und Finanzfragen fachkundiger Mensch gewesen, doch gleichzeitig ein völlig destruktiver im Hinblick auf Ergebnisse. All die Jahre, in denen Reformen hätten durchgeführt werden können, habe Schuwalow versucht, diesen Prozess für die Steigerung seines eigenen Einflusses auszunutzen, und habe nichts Positives getan.
Am 28. Mai 2003 wechselte Schuwalow in die Präsidialverwaltung als einer der Berater des seinerzeitigen Präsidenten Wladimir Putin, der ihn im Oktober des gleichen Jahres zu deren stellvertretenden Leiter machte. Zusammen mit Dmitri Medwedew, der der Präsidialverwaltung ab dem 30. Oktober 2003 in Nachfolge von Alexander Woloschin vorstand, konzeptionierte Schuwalow die zukunftsorientierten „Nationalen Projekte“ zur Förderung von Bildung, Gesundheit, Landwirtschaft, Straßen- und Wohnungsbau. 2004 wurde Schuwalow zum Wirklicher Staatsrat 1. Klasse der Russischen Föderation befördert. Nachdem Medwedew am 14. November 2005 durch Putin zum Ersten Stellvertretenden Ministerpräsidenten ernannt worden war, blieb Schuwalow stellvertretender Leiter der Präsidialverwaltung, nun unter Sergei Sobjanin.

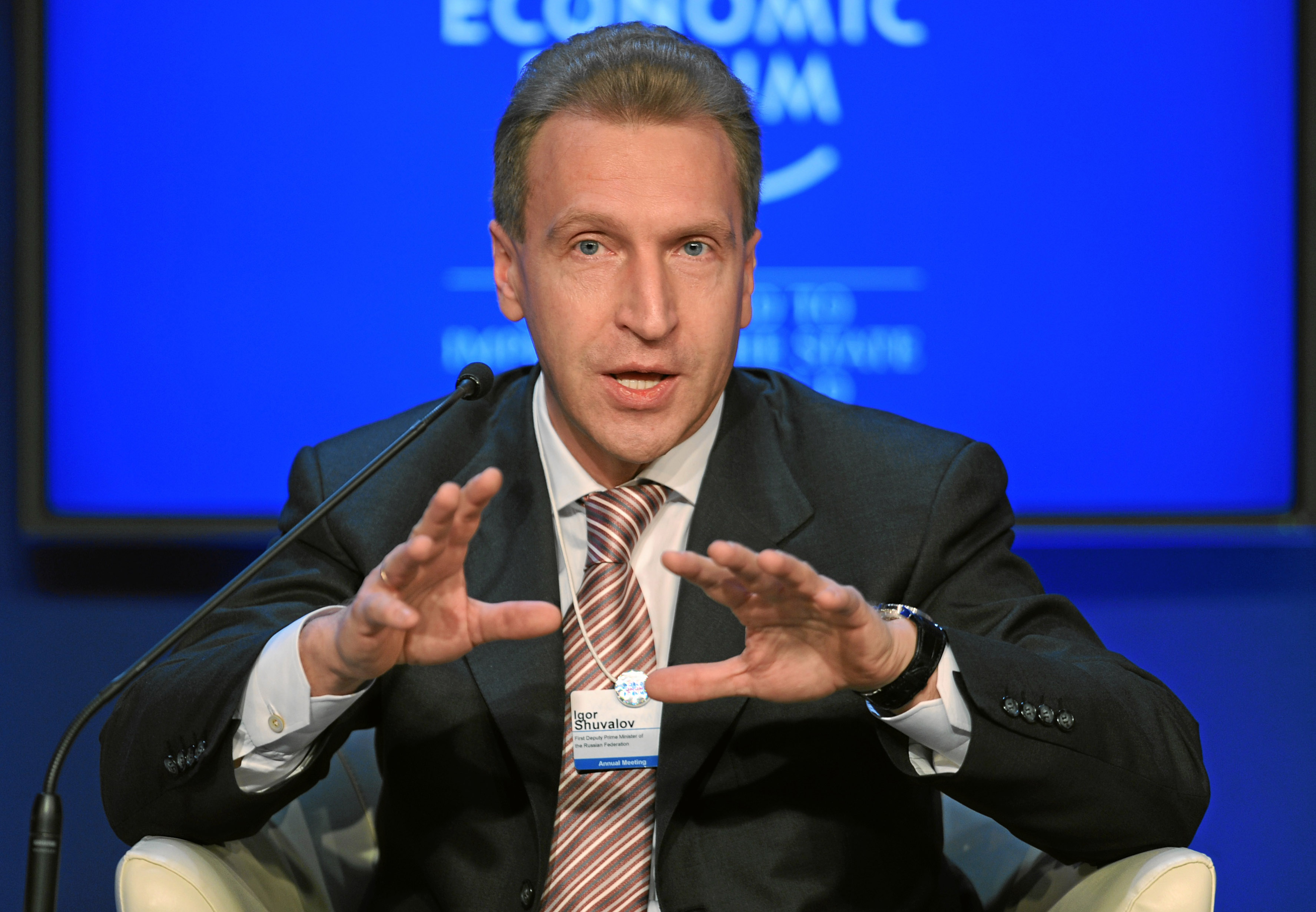
Schuwalow während des WEFs 2011

Nach seiner erfolgreichen Wahl zum Präsidenten der Russischen Föderation entließ Medwedew seinen verbliebenen bisherigen Amtskollegen Sergei Iwanow und ernannte am 12. Mai 2008 den parteilosen Schuwalow und ebenfalls den bisherigen Regierungschef Wiktor Subkow zu Ersten Stellvertretenden Ministerpräsidenten. Nach dem Rücktritt von Alexei Kudrin im September 2011 nahm Igor Schuwalow kurzzeitig kommissarisch auch die Amtsgeschäfte des russischen Finanzministers wahr.

## Kritik
Im Zusammenhang mit finanziellen Transaktionen von Offshore-Gesellschaften wurde dem Multimillionär im Frühjahr 2012 vorgeworfen, bei diesen Geschäften Insiderwissen ausgenutzt und auf diese Art sehr hohe Gewinne erzielt zu haben. Seitdem Schuwalow russischer Staatsdiener geworden war, war ihm jede unternehmerische Tätigkeit untersagt. Dieses Verbot erstreckte sich jedoch nicht auf seine Ehefrau Olga Schuwalowa. So überführte Schuwalow sein Vermögen in einen Trust, der auf den Namen seiner Gattin registriert war. Laut Financial Times und Wall Street Journal habe sie mit teilweise problematischen Geschäften Geld verdient. Der auf den Bahamas registrierte Fonds Sevenkey Ltd. tätigte millionenschwere Investitionen in russische Großunternehmen und war Geschäftspartner der Oligarchen Roman Abramowitsch und Suleiman Kerimow. Über Kerimows Unternehmen Nafta Moskwa investierte Sevenkey 17,7 Millionen Dollar in Gazprom-Aktien. Sevenkey als ausländischem Unternehmen wäre es nämlich nicht erlaubt gewesen, die Aktien des russischen Gasriesen direkt zu kaufen. Mit der Zeit überstieg Schuwalowas Einkommen das ihres Ehemannes um das Hundertfache. Schuwalow bestritt all dies und erklärte, dass die Geschäfte mit den russischen Gesetzen konform gewesen seien und er stets Interessenskonflikte vermieden habe.

## Sanktionen
Im März 2022 verhängte die Regierung der Vereinigten Staaten Sanktionen gegen Schuwalow. Am 23. Februar 2022 setzte die Europäische Union Schuwalow auf eine Sanktionsliste.

## Privates
Schuwalow ist verheiratet und hat vier Kinder (zwei Söhne und zwei Töchter). Sein ältester Sohn Jewgeni leistete 2011 und 2012 seinen Wehrdienst bei der Pazifikflotte ab. Er besitzt eine – mittlerweile geräumte – Villa am Attersee, das Waldschlössl in Burgau, welches im Mai 2022 kurzzeitig von Aktivisten besetzt wurde. Die Aktivisten forderten unter anderem die Nutzung des Gebäudes für Geflüchtete, Deserteure und Wohnungslose im Zusammenhang mit dem russischen Überfall auf die Ukraine 2022.